# 杉森夕栞
杉森 夕栞（すぎもり ゆうり ）は、日本のソングライター、編曲家。
福井県出身。
旧作家名は杉森 舞。
Studio☆BooBee名義でも活動。

## 作曲
dream
- 「Hideaway」アルバム「ID」収録

自決少女隊（加藤夏希）
- 「遺書」（テレビ東京「GO!GO!HEAVEN!」 主題歌）

ELISA
- 「HIKARI」（テレビ東京「隠の王」 エンディングテーマ）

中島愛
- 「夏鳥」（「たまゆら」 エンディングテーマ）

白浜坂高校合唱部
- 「潮風のハーモニー」（「TARI TARI」エンディングテーマ）

NMB48
- 「太宰治を読んだか?」1stアルバム「てっぺんとったんで!」通常版TypeB収録（山本彩、横山由依、山田菜々）

星空凛（飯田里穂）、東條希（楠田亜衣奈）、園田海未（三森すずこ）（μ's）
- 「キミのくせに!」（ラブライブ!　ユニット・シングル「微熱からMystery」 c/w）

日笠陽子
- 「REASON FOR ME」（ノブナガ・ザ・フールキャラクターソング Vol.3 ジャンヌ・カグヤ・ダルク）

茅野愛衣
- 「あなたとSTORY」（佐倉慈 「がっこうぐらし! 卒業あるばむ」収録

楠田亜衣奈
- 「会いたいよでも言えないの」（1stシングル　「ハッピーシンキング!」）収録

阪本奨悟
- 「下手くそなLOVE SONG」

## 作詞
BOYSTYLE
- 「七色冒険」バンダイインラインパレットCM曲

石野広子
- 「GOD BLESS U」他

中島愛
- 「夏鳥」「たまゆら」 エンディングテーマ

## その他
三菱ダイヤモンドサッカー
- 「ドラムマジョレット」編曲

最終兵器彼女
- サントラCD ピアノ キーボード コーラス

SAKURABANDA
- 編曲

ホワイト☆ストーム
- 「セーラー服を脱がさないで」編曲

nenelulu
- アニソん。ダンスん。〜80's 神曲を元気に歌ってみた〜収録
  - 「デリケートに好きして」編曲
  - 「リンゴの森の子猫たち」編曲